# 1901 à Paris
 Chronologie de l'histoire de Paris
- 1897
- 1898
- 1899
- 1900
- 1901
- 1902
- 1903
- 1904
- 1905

Cette page concerne l'année 1901 du calendrier grégorien.

## Chronologie

### Janvier 1901
- x

### Février 1901
- x

### Mars 1901
- x

### Avril 1901
- x

### Mai 1901
- x

### Juin 1901
- 24 juin : à Paris, première exposition du jeune peintre espagnol Pablo Picasso

### Juillet 1901
- x

### Août 1901
- x

### Septembre 1901
- x

### Octobre 1901
- x

### Novembre 1901
- x

### Décembre 1901
- x

## Naissances à Paris en 1901
- 1er juin : Raymond Souplex (Raymond Guillermain), acteur, dialoguiste, scénariste et chansonnier français. († 22 novembre 1972)
- 17 août : Francis Perrin, physicien français, professeur au Collège de France. († 4 juillet 1992)
- 3 novembre : André Malraux, écrivain français († 23 novembre 1976).

## Décès à Paris en 1901
- x